# Alan Buckley
Alan Peter Buckley (Mansfield, 20 aprile 1951) è un allenatore di calcio ed ex calciatore inglese, di ruolo attaccante.

## Carriera

### Giocatore
Nella stagione 1971-1972 gioca nella prima divisione inglese con il Nottingham Forest, mentre l'anno seguente milita in seconda divisione; nell'arco di due stagioni segna un gol in 17 presenze. Nel 1973 si trasferisce al Walsall, club di terza divisione, con cui tra il 1973 ed il 1978 mette a segno 125 gol in 241 partite di campionato, diventando così uno degli attaccanti più prolifici nella storia del club; inoltre, nella parte finale della stagione 1977-1978 viene anche nominato allenatore ad interim della squadra. In seguito, nella First Division 1978-1979 ha segnato 8 gol in 28 presenze nella prima divisione inglese con il Birmingham City; dopo una sola stagione fa però ritorno al Walsall, con cui gioca fino al 1984: nella sua prima stagione la squadra retrocede in Fourth Division, conquistando però immediatamente la promozione al termine della stagione 1979-1980. Rimane a Walsall fino al termine della stagione 1983-1984, segnando ulteriori 49 gol in 178 partite, per un totale di 419 partite e 174 gol in campionato con la maglia del club, del quale, grazie a complessive 202 reti fra tutte le competizioni, è il miglior marcatore di sempre. Due anni dopo il ritiro torna per un breve periodo a giocare, disputando 3 partite con la maglia del Tamworth.

### Allenatore
Dopo la parentesi ad interim al Walsall nel 1978, a partire dalla stagione 1979-1980, quella del ritorno al Walsall, allena anche il club (nella stagione 1981-1982 in coppia con Neil Martin, nelle rimanenti stagioni in solitaria); nel corso della stagione 1983-1984, oltre a sfiorare la promozione in seconda divisione, guida la sua squadra fino alla semifinale di Coppa di Lega (prima ed unica semifinale di un trofeo maggiore mai disputata dal club nel corso della propria storia). Successivamente, dal 1986 al 1988 allena nel primo livello dilettantistico inglese al Kettering Town.
Nell'estate del 1988 torna ad allenare tra i professionisti, venendo ingaggiato dal Grimsby Town, club di quarta divisione, con cui nei suoi primi due anni di permanenza conquista rispettivamente un nono ed un secondo posto in classifica in tale categoria, piazzamento, quest'ultimo, che consente ai bianconeri di disputare la stagione 1990-1991 in terza divisione, categoria dalla quale saranno promossi al termine della stagione successiva, nella quale conquistano, da neopromossi, un terzo posto in classifica. I campionati 1991-1992, 1992-1993 e 1993-1994 si concludono tutti con la salvezza: il Grimsby, infatti, conquista nell'ordine un diciannovesimo, un nono ed un sedicesimo posto in classifica. Infine, il 20 ottobre 1994 Buckley si dimette e, il giorno stesso, viene ingaggiato dal West Bromwich, a sua volta militante nella seconda divisione inglese: chiude il campionato con un diciannovesimo posto in classifica, seguito da un undicesimo posto nella stagione 1995-1996 (nella quale conquista anche una semifinale nella Coppa Anglo-Italiana 1995-1996) e da un sedicesimo posto nella First Division 1996-1997, al termine della quale lascia il West Bromwich e fa ritorno al Grimsby, nel frattempo retrocesso in terza divisione. Qui, al suo primo anno di permanenza vince l'English Football League Trophy e conquista un terzo posto in classifica che, grazie alla successiva vittoria dei play-off, riporta la squadra in seconda divisione dopo un solo anno dalla retrocessione; nei due successivi campionati conquista rispettivamente un undicesimo ed un ventesimo posto in classifica, entrambi sufficienti per il mantenimento della categoria; viene tuttavia esonerato dopo la seconda giornata di campionato della stagione 2000-2001; dopo pochi mesi (il 28 febbraio 2001) viene ingaggiato dal Lincoln City, club di quarta divisione, dove rimane in carica fino al 25 aprile 2002. Allena in tale categoria anche nei primi mesi della stagione 2003-2004, sulla panchina del Rochdale, dimettendosi però dall'incarico dopo pochi mesi.
Il 9 novembre 2006 torna per la terza volta al Grimsby, nel frattempo retrocesso in quarta divisione: rimane in carica fino al termine della stagione 2007-2008, conquistando rispettivamente un quindicesimo ed un sedicesimo posto in classifica: si tratta della sua ultima esperienza da allenatore, ad eccezione della stagione 2012-2013, nella quale torna nuovamente al Grimsby per allenare la formazione Under-17 del club e, contemporaneamente, per lavorare nella formazione degli allenatori delle altre formazioni giovanili del club.
Buckley è uno dei soli 14 allenatori della storia della Football League ad aver allenato per almeno 1000 partite di campionato.

## Palmarès

### Allenatore

#### Competizioni nazionali
- Conference League Cup: 1

Kettering Town: 1986-1987
- English Football League Trophy: 1

Grimsby Town: 1997-1998